# Toss Woollaston
Mountford Tosswill "Toss" Woollaston (11 avril 1910 - 30 août 1998) est un des plus importants peintres néo-zélandais du XXe siècle.

## Biographie
Né à Toko, dans la région de Taranaki, le 11 avril 1910, Woollaston a étudié l'art à la Canterbury School of Art à Christchurch. Il s'est intéressé au modernisme après avoir déménagé à Dunedin pour étudier avec Robert Nettleton Field.
En 1934, il s'est installé à Mapua, une petite ville près de Nelson ; il s'est marié deux ans plus tard avec Edith Alexander. Tous deux sont devenus membres d'un cercle d'artistes et d'écrivains locaux dont faisait aussi partie Colin McCahon. Après la Seconde Guerre mondiale, le couple a déménagé à Greymouth et les paysages de la côte ouest sont devenus un thème majeur de son art.
Ce n'est qu'à partir des années 1960 que Woollaston a pu peindre à plein temps et quitter les nombreux emplois à temps partiel nécessaires à l'entretien de sa famille.
Outre la peinture, Woollaston pratiquait l'écriture, particulièrement la poésie, une passion de longue date. Il a notamment publié The Far-away Hills en 1960 et son autobiographie Sage Tea en 1980.
Il a été le premier néo-zélandais à être fait Knight Bachelor pour son art, en 1979 (le deuxième a été le peintre Peter Siddell).
Son fils Philip Woollaston (en) a été le représentant (travailliste) de la circonscription de Nelson (en) au parlement néo-zélandais de 1981 à 1990, et le maire de Nelson de 1992 à 1998.
Toss Woollaston est mort à Upper Moutere le 30 août 1998, à 88 ans.